# ديفيد فريز
ديفيد فريز (بالإنجليزية: David Freese)‏ هو لاعب كرة قاعدة أمريكي، ولد في 28 أبريل 1983 في كوربوس كريستي في الولايات المتحدة.

## وصلات خارجية
- ديفيد فريز على موقع دوري كرة القاعدة الرئيسي (الإنجليزية)
- ديفيد فريز على موقعبيزبول رفرنس.كوم (الدوري الرئيسي) (الإنجليزية)
- ديفيد فريز على موقعبيزبول رفرنس.كوم (الدوري الثانوي) (الإنجليزية)
- ديفيد فريز على موقع إي إس بي إن.كوم (أم.أل.بي) (الإنجليزية)
- ديفيد فريز على موقع مشجعي الرسوم البيانية (الإنجليزية)